# Alexander Wiltheim

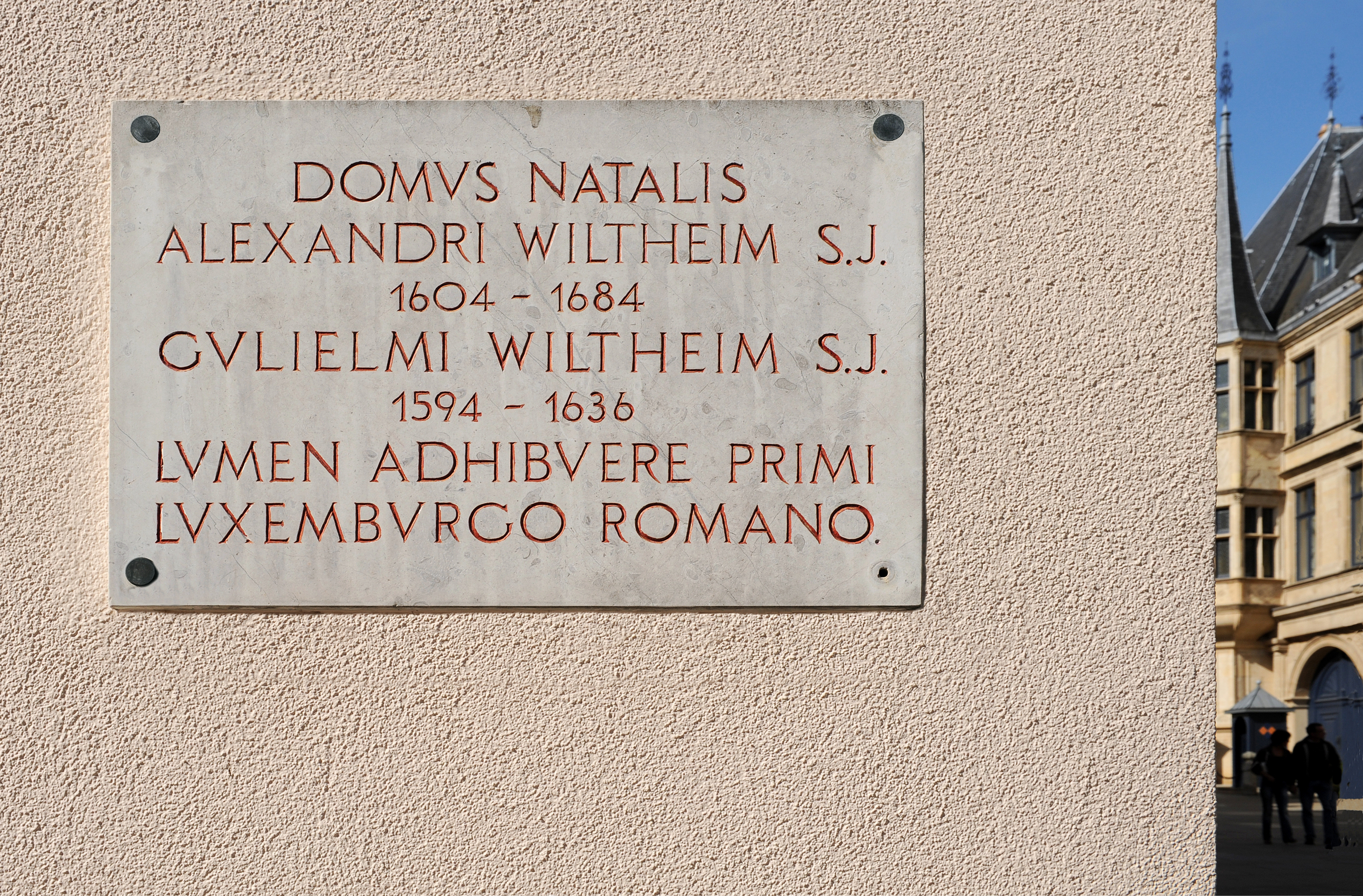
Gedenktafel am Geburtshaus von Alexander Wiltheim in der Rue de l’Eau der Stadt Luxemburg

Alexander Wiltheim (* 8. Oktober 1604 in Luxemburg; † 15. August 1684 oder 1694) war ein  Luxemburger Humanist  und Priester des Jesuitenordens. Er gilt als der „Vater der luxemburgischen Archäologie“.

## Werke
Sein Hauptwerk ist die Luciburgensia Romana, ein achtbändiges Werk über die römerzeitlichen Funde in Luxemburg, Trier und der Eifel.
Das Werk wurde postum von dem Luxemburger Arzt Claude Auguste Neÿen im Jahre 1842 beim Luxemburger Verlag Kuborn herausgegeben und ist seither die einzige vollständige Ausgabe. Nach 1960 begann das Centre Alexandre Wiltheim unter Leitung des Luxemburger Historikers Charles Marie Ternes eine Neuausgabe seiner Werke.
Mit den Luciliburgensia Romana legte Wiltheim praktisch ein erstes römerzeitliches Fundstellenverzeichnis der Region an. Darin befinden sich die  ältesten Zeichnungen der Porta Nigra und der Barbarathermen in Trier.

## Schriften
- August Neyen (Hrsg.): Wiltheim, Alexander: Luciliburgensia sive Luxemburgum Romanum, hoc est Arduennae veteris situs, populi, loca prisca ... iam inde a Caesarum temporibus Urbis adhaec Luxemburgensis incunabula et incementum investigata atque a fabula vindicata. Kuborn, Luxemburg 1841–1842